# デイビッド・レミュー (ボクサー)
デイビッド・レミュー（David Lemieux、1988年12月22日 - ）は、カナダの元プロボクサー。モントリオール出身。元IBF世界ミドル級王者。左フックを武器にする選手。

## 来歴
9歳でボクシングをはじめた。
カナダのアマチュア王者に3度輝いているが、それ以外はアマチュア時代に大きな実績は無い。

### プロ時代
2007年4月14日、2回TKO勝利でプロデビュー。
2008年11月1日、モントリオールのモンレアル賭博場でパトリック・テッシェとケベック州スーパーウェルター級王座決定戦を行い、2回2分50秒TKO勝ちを収め王座獲得に成功した。
2009年12月11日、モントリオールのベル・センターでデルレイ・レイネスとWBCインターコンチネンタルミドル級ユース王座決定戦を行い、2回2分51秒TKO勝ちを収め王座獲得に成功した。
2010年2月6日、モントリオールのモンレアル賭博場でジェイソン・ノーグラーとカナダスーパーミドル級王座決定戦を行い、10回3-0（3者とも100-89）の判定勝ちを収め王座獲得に成功した。
2010年4月3日、モントリオールのモンレアル賭博場でワリド・スミシェットと対戦し、2回57秒KO勝ちを収め初防衛に成功した。
2010年6月11日、モントリオールのユニプリックス・スタジアムでエルヴィン・アヤラとWBCインターナショナルミドル級王座決定戦を行い、初回2分44秒KO勝ちを収め王座獲得に成功した。
2010年10月29日、モントリオールのベル・センターでヘクター・カマチョ・ジュニアと対戦し、初回終了時KO勝ちを収め初防衛に成功した。
2011年4月8日、モントリオールのベル・センターでマルコ・アントニオ・ルビオとミドル級契約12回戦を行う。序盤から優位に試合を進めるが、6回からスタミナ切れを起こし7回2分36秒TKO負け。キャリア初黒星を喫した。
2011年12月10日、モントリオールのベル・センターでジョアシャン・アルシーヌと対戦し、12回0-2（2者が112-116、114-114）の判定負けで3度目の防衛に失敗、王座から陥落した。 
2014年5月24日、モントリオールのベル・センターでフェルナンド・ゲレーロとNABF北米ミドル級王座決定戦を行い、3回1分56秒KO勝ちを収め王座獲得に成功した。
2014年12月6日、アメリカ・ニューヨークのバークレイズ・センターでガブリエル・ロサドと対戦し、10回1分45秒TKO勝ちを収めNABF王座初防衛に成功した。
2015年1月、ゴールデンボーイ・プロモーションズと契約した事を発表。
2015年3月2日、レミューがプロ転向以来所属していたプロモーターのイボン・ミシェルが、まだ契約期間中であるとしてレミューやゴールデンボーイ・プロモーションズらを提訴した。
2015年6月20日、モントリオールのベル・センターでジャーメイン・テイラーの王座剥奪に伴いIBF世界ミドル級1位のハッサン・ヌダム・ヌジカムとIBF世界ミドル級王座決定戦を行い、12回3-0（2者が115-109、114-110）の判定勝ちを収め王座獲得に成功した。
2015年10月17日、アメリカ・ニューヨークのマディソン・スクエア・ガーデンでWBAスーパー王者・WBC暫定・IBO世界ミドル級王者ゲンナジー・ゴロフキンと対戦し、8回1分32秒TKO負けを喫しIBF王座の初防衛、WBAスーパー王座、WBC暫定王座、IBO王座獲得に失敗した。試合はHBOでPPVで放送された。
2016年3月12日、モントリオールのオリンピア・シアターでジェームス・デラ・ロサと163ポンド契約で再起戦を行う予定だったが、レミューが2.6ポンドオーバーとなる165.6ポンドを計測し体重超過した為、主催者側はデラロサの報酬をアップして試合を行おうとしたが、デラロサ陣営がこれを拒否したため試合は中止となった。
2016年5月7日、T-モバイル・アリーナでサウル・アルバレスvsアミール・カーンの前座で、元NABO北米スーパーウェルター級王者のグレン・タピアとNABO北米ミドル級王座決定戦を行った。初回から一方的に試合を進め、4回に右フックでダウンを奪いタピアが続行の姿勢を見せるがセコンドが棄権を申し出て試合終了。4回56秒TKO勝ちを収め王座獲得に成功した。
2016年9月17日、テキサス州アーリントンのAT&Tスタジアムでサウル・アルバレスvsリアム・スミスの前座でWBO世界ミドル級王者ビリー・ジョー・ソーンダースと対戦しIBFに続く王座獲得を目指す予定だったが、ソーンダースに対戦を断られた。
2016年10月22日、モントリオールのベル・センターでクリスチャン・ファビアン・リオスと対戦し、10回3-0（2者が100-90、99-91）の判定勝ちを収めた。
2017年3月11日、ニューヨーク州オナイダ郡ヴェローナのターニング・ストーン・リゾート&カジノでWBCアメリカ大陸ミドル級王者カーティス・スティーブンスWBOインターコンチネンタルミドル級王座決定戦を行い、3回1分59秒KO勝ちを収め両王座の獲得に成功した。
2017年5月6日、サウル・アルバレスvsフリオ・セサール・チャベス・ジュニアの前座でマルコス・レイジェスと対戦し、10回3-0（2者が99-90、98-91）の判定勝ちを収めた。
2017年12月16日、ラヴァルのプレイス・ベルでWBO世界ミドル級王者のビリー・ジョー・ソーンダースと対戦し、12回0-3（108-120、111-117、110-118）の判定負けを喫し王座獲得に失敗した。
2018年5月26日、ケベックシティのセンター・ビデオトロンでカリム・アキュールと対戦予定だったが、レミューは前日計量でミドル級の規定体重である160ポンドを2ポンド超過の162ポンドを計量し、再計量の猶予が与えられるも再計量を放棄して計量失格になった。試合はレミューが12回判定勝ちを収めた。
2018年12月15日、トレアノ・ジョンソンと対戦する予定だったが、レミューが減量苦から試合前日に脱水症状で病院に運ばれ試合中止になった
。
2019年4月17日、右拳に怪我を負い5月4日にWBA世界スーパーミドル級暫定王座決定戦で対戦予定だったジョン・ライダーとの試合が中止になった。
2022年5月21日、アリゾナ州のヒラ・リバー・アリーナでデビッド・ベナビデスとWBC世界スーパーミドル級暫定王座決定戦で対戦し、3回TKO負けを喫した。
2022年8月13日、現役引退を発表した。

## 獲得タイトル
- ケベック州スーパーウェルター級王座
- WBCインターコンチネンタルミドル級ユース王座
- カナダスーパーミドル級王座
- WBCインターナショナルミドル級王座
- NABF北米ミドル級王座
- IBF世界ミドル級王座（防衛0）
- NABO北米ミドル級王座
- WBCアメリカ大陸ミドル級王座
- WBOインターコンチネンタルミドル級王座